# Orcières Merlette 1850
 (juillet 2025).
Si vous disposez d'ouvrages ou d'articles de référence ou si vous connaissez des sites web de qualité traitant du thème abordé ici, merci de compléter l'article en donnant les références utiles à sa vérifiabilité et en les liant à la section « Notes et références ».
Orcières Merlette 1850 est une station de sports d'hiver de France, dans les Hautes-Alpes, sur la commune d'Orcières.

## Histoire
Construit par les commerçants du village, le premier remonte-pente de la commune, mais aussi de la vallée du Champsaur, est inauguré à Orcières le 10 janvier 1952. 
Dix ans plus tard, c'est la naissance de la station de Merlette 1850 à l'initiative du Maire de l'époque, Camile Ricou, et de quelques personnes entreprenantes. Le premier téléski est mis en service en janvier 1962. La première année, en dessous des quelques chalets de Merlette, est construit un bar-restaurant tenu par Denise et Joseph Bernard-Reymond, qui seront les premiers habitants de la station. Dès sa deuxième saison d'hiver, Orcières-Merlette offre aux skieurs un premier tronçon de télécabine. 
Relancée dans le cadre du Plan neige de 1964, en 1970, la station compte 14 remontées mécaniques dont 2 tronçons de télécabines et 2 télésièges, 85 moniteurs, ski de nuit, piscine couverte et chauffée et plus de 5 000 lits touristiques. Le cirque de Rocherousse s'équipe peu à peu, et le chalet Nestlé offre aux skieurs un chocolat à 2280 m d'altitude. 
La station offre rapidement des équipements et des animations sur la saison d'été. La base de loisirs est créée en 1980. Le domaine skiable est étendu à 100 km de pistes de ski alpin. 
Aujourd'hui, Orcières Merlette 1850 dispose de 18 000 lits touristiques et se démarque par une offre multi-activités et nouvelles glisses conséquente, ainsi que par ses infrastructures dédiées au bien-être et à la famille.

## Domaine skiable
Le domaine skiable d'Orcières Merlette 1850 est le plus grand du Champsaur avec 100 km de pistes balisées. Il comprend des pistes de toutes difficultés (7 vertes, 14 bleues, 17 rouges et 6 noires) desservies par 28 remontées mécaniques (3 télémix, 7 télésièges, 17 téléskis et 1 télécorde). L'on trouve sur le domaine : 1 stade de slalom, 2 pistes de descente, 1 boarder-skier-cross, 1 piste de luge, 1 piste ludique Opoual, 1 snowpark de 16 000 m2 et 2 aires de repos. 57 enneigeurs mobiles permettent la production de neige de culture sur plus de 54 % du domaine.
À 2 280 m d'altitude, le domaine de ski de fond comprend deux itinéraires (4 km) accessibles par le télémix de Rocherousse. L'offre en ski de fond est complétée par le domaine nordique du Haut-Champsaur qui possède 43 km au total reliant la base de loisirs d'Orcières à la vallée de Champoléon et à Pont-du-Fossé.

## Activités

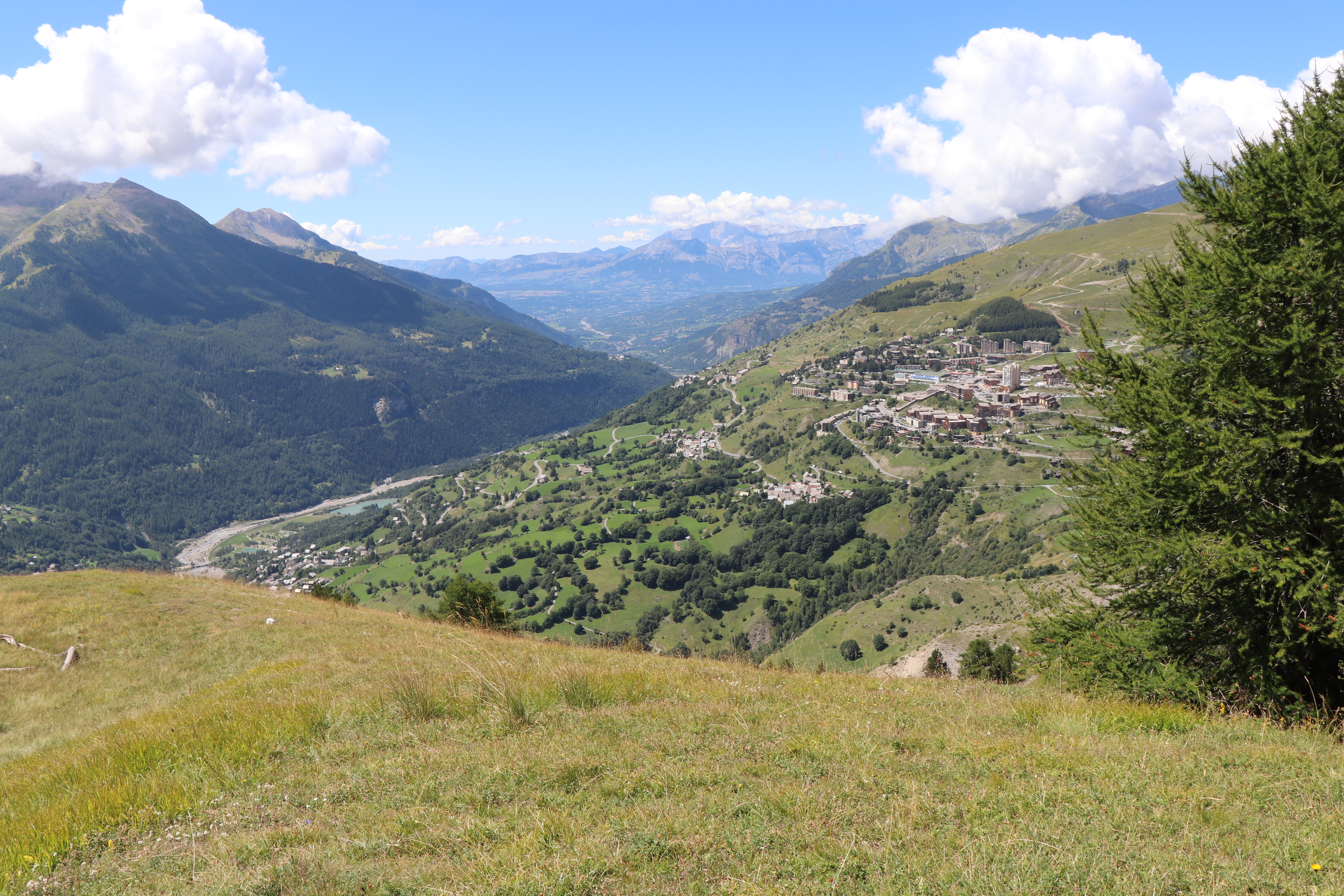
Vue sur le village d'Orcières (gauche) et sur la station Orcières Merlette 1850 (droite)

En complément du ski, la station diversifie son offre et propose de nombreuses activités après-ski/hors-ski hiver comme été.
Depuis début 2009, Orcières Merlette 1850 possède la plus longue tyrolienne d'Europe, avec une longueur de 1870 m et une vitesse de pointe allant jusqu'à 140 km/h.
Plus généralement, la station développe son offre de loisirs et de détente avec le complexe de la Grande Ourse (piscine, patinoire, bowling, espace bien-être...,). Elle propose aussi des activités insolites avec un village d'igloos, des balades en chiens de traîneaux, du snake gliss (luge collective), des descentes en bouées sur neige (Winterparc, Parc d'attraction en bouées, Snowtubing)...
À l'image du premier jardin des neiges imaginé en 1967, Orcières se positionne également pour un accueil privilégié des familles grâce à des aménagements aboutis pour l'accueil des tout petits (la maison de l'enfant), des remontées mécaniques accessibles (3 télémix), des pistes ludiques (Opoualand, Waouland), des animations pour tous les âges... La station hérite ainsi du label national Famille Plus.
En été, Orcières propose un domaine VTT de descente de plus en plus important. La station ouvre également ses remontées mécaniques pour la randonnée, vers les lacs d'altitude notamment, à l'image du Lac des Estaris mais aussi des lacs Jumeaux, du lac des Sirènes... Le complexe de la Grande Ourse est également rendu accessible, ainsi que de nombreuses activités adaptées à la saison estivale (parcours d'aventure, parapente, tennis, tyrolienne...).

## Cyclisme

### Profil de la montée
- Altitude de départ : 1 186 mètres (Pont de Corbière)
- Altitude d'arrivée : 1 840 mètres
- Dénivellation : 654 mètres
- Longueur : 11 kilomètres
- Pente moyenne : 5,9 % (8,9 % pour le dixième kilomètre)

### Tour de France
La montée vers Orcières-Merlette est pour la première fois au programme du Tour de France en 1971. Elle entre d'emblée dans la légende, avec la victoire en solitaire de l'Espagnol Luis Ocaña.
Au départ de l'étape à Grenoble, le 8 juillet, Joop Zoetemelk est leader du classement général avec une seconde d'avance sur Luis Ocaña. Le double vainqueur en titre et grand favori, Eddy Merckx, est quatrième à une minute. L'étape est courte, 134 kilomètres. Deux difficultés sont au menu, avant la montée finale : la côte de Laffrey et le col du Noyer. Luis Ocaña s'échappe dès les premiers kilomètres en compagnie de Joaquim Agostinho, Lucien Van Impe et Joop Zoetemelk. Il se retrouve rapidement seul en tête et se lance dans une chevauchée héroïque. À l'arrivée, il devance Lucien Van Impe de 5 min 52 s et Eddy Merckx, revenu sur les premiers fuyards, de 8 min 42 s,. L'Espagnol endosse le maillot jaune. L'avantage semble décisif, mais les Pyrénées en décideront autrement : le 12 juillet, Luis Ocaña, blessé, est contraint à l'abandon.
Quatre autres arrivées d'étape ont été jugées au sommet de la station, en 1972, 1982, 1989 et 2020.
| Année | Étape                                      | Vainqueur       | Maillot jaune à l'issue de l'étape |
| ----- | ------------------------------------------ | --------------- | ---------------------------------- |
| 1971  | 11) Grenoble – Orcières-Merlette, 134 km   | Luis Ocaña      | Luis Ocaña                         |
| 1972  | 12) Carpentras – Orcières-Merlette, 192 km | Lucien Van Impe | Eddy Merckx                        |
| 1982  | 15) Manosque – Orcières-Merlette, 208 km   | Pascal Simon    | Bernard Hinault                    |
| 1989  | 15) Gap – Orcières-Merlette, 39 km (CLM)   | Steven Rooks    | Greg LeMond                        |
| 2020  | 4) Sisteron – Orcières-Merlette, 160,5 km  | Primož Roglič   | Julian Alaphilippe                 |